# Estación Quinquimo
Quinquimo fue una estación del ferrocarril ubicada en la localidad de Quinquimo que se halla dentro de la comuna de La Ligua, en la región de Valparaíso de Chile. Fue parte del longitudinal norte, correspondiente al segmento entre la estación Rayado y la estación Papudo y Estación Trapiche, siendo parte del trayecto costa del longitudinal norte.

## Historia
Originalmente pensada como paradero, la estación fue proyectada en el kilómetro 6 desde estación Rayado ya que este es el mejor punto de la ruta para abastecer de agua a las locomotoras. Además, es el punto de partida de un ramal de 15 kilómetros con dirección hacia el norte, llegando hasta las cercanías del río Petorca; este ramal posteriormente se reutilizaría como el segmento de la sección costa del longitudinal Norte. El ramal hacia Papudo fue inaugurado en 1910, mientras que el ramal con dirección hacia Longotoma y El Trapiche se inauguraría en 1915.
Operó con normalidad hasta mediados de la década de 1960, siendo suprimida mediante decreto del 11 de julio de 1967. Actualmente no quedan restos de la estación.

### Estación Trapiche
Originalmente el plan de la construcción de un ramal desde Quinquimo hacia el norte consideraba la construcción de un ramal de 22 kilómetros con dirección hacia El Trapiche, una localidad próxima a Longotoma, y teniendo una estación terminal (estación Trapiche). (32°26′54″S 71°19′01″O / -32.4484522, -71.3169598) Esta estación tendría una finalidad de carga para la zona agrícola circundante. El ramal se construyó junto con la estación. Sin embargo, cerca del km. 11 del ramal(32°25′14″S 71°18′58″O / -32.4204444, -71.3161389) se construye un desvío en el cual se proyecta otra línea con dirección hacia la estación Longotoma. En 1961 se autoriza la venta de los terrenos de la ya en aquel entonces exestación, finalizando su existencia. Aún se hallan presentes los terraplenes de la línea. La estación trapiche se hallaba a 2 km sureste del río Petorca a 95 m, de altura.
Originalmente la línea hacia la estación Longotoma era considerada como el subramal.